# Emoia paniai
Emoia paniai este o specie de șopârle din genul Emoia, familia Scincidae, descrisă de Brown 1991. Conform Catalogue of Life specia Emoia paniai nu are subspecii cunoscute.